# Байшицяонань (станция метро)
«Байшицяонань» (кит. упр. 白石桥南站, пиньинь Baishiqiao South Station) — один из пересадочных узлов Пекинского метрополитена, который связывает между собой станции двух линий: 6 и 9. Этот пересадочный узел расположен в районе Хайдянь.

## Станция линии 6
«Байшицяонань» (кит. упр. 白石桥南站, пиньинь Baishiqiao South Station) — станция линии 6 Пекинского метрополитена. Расположена между станциями «Хуаюаньцяо» и «Чэгунчжуанси».
На станции установлены платформенные раздвижные двери.

## Станция линии 9
«Байшицяонань» (кит. упр. 白石桥南站, пиньинь Baishiqiao South Station) — станция линии 9 Пекинского метрополитена. Расположена между станциями «Национальная библиотека» и «Байдуйцзы».
На станции установлены платформенные раздвижные двери.